# عبد النور أماشيبو
عبد النور أماشيبو (بالألمانية: Abdenour Amachaibou)‏ (22 يناير 1987 بدورن في ألمانيا - ) هو لاعب كرة قدم ألماني في مركز الوسط. شارك مع منتخب ألمانيا تحت 19 سنة لكرة القدم ومنتخب المغرب تحت 23 سنة لكرة القدم. أما مع النوادي، فقد لعب مع ألمانيا آخن وبوروسيا دورتموند 2 وفورتونا كولن ويان ريغينسبورغ ونادي أونترهاخينغ وFC Gießen ‏ ومكابي إيروني كريات آتا ‏ ونادي بروسيا مونستر وTürkiyemspor Berlin ‏.

## روابط خارجية
- عبد النور أماشيبو على موقع قاعدة بيانات كرة القدم.إي يو (الإنجليزية)
- عبد النور أماشيبو على موقع بيانات كرة القدم. دي إي (الألمانية)
- عبد النور أماشيبو على موقع عالم كرة القدم.نت (الإنجليزية)